# Šaľa
Šaľa es la capital del distrito de Šaľa en la región de Nitra, Eslovaquia, con una población estimada a final del año 2024 de 19 934 habitantes.
Se encuentra ubicada al oeste de la región, cerca del río Váh (cuenca hidrográfica del Danubio) y de la frontera con la región de Trnava.

## Demografía
| Año        | 1994   | 2004    | 2014    | 2024     |
| ---------- | ------ | ------- | ------- | -------- |
| Población  | 25 284 | 24 506  | 22 938  | 19 934   |
| Diferencia |        | −3,07 % | −6,39 % | −13,09 % |

| Año        | 2023   | 2024    |
| ---------- | ------ | ------- |
| Población  | 20 239 | 19 934  |
| Diferencia |        | −1,50 % |